# Marcela Skuhravá
Marcela Skuhravá, rozená Hellerová (* 11. března 1934, Praha) je bioložka a entomoložka, specialistka na dvoukřídlý hmyz čeledi bejlomorkovití (Cecidomyiidae). Spolu s manželem Václavem Skuhravým prokázali výskyt bejlomorek v 31 zemích v Evropě, na Sibiři, na 14 ostrovech ve Středomoří a na Faerských ostrovech. Je autorkou a spoluautorkou více než 400 vědeckých publikací a mnoha knih a monografií. Její práce je široce uznávána a citována v odborných kruzích.

## Biografie
Marcela Skuhravá se narodila 11. března 1934 v Praze. Od dětství chodila s rodiči a bratrem do přírody, kde si vyprávěli o zvířatech a jejich životě. Její zájem o přírodu dále prohloubily výlety s dívčím skautským oddílem Bodláci a profesorka přírodopisu Marie Turková na reálném dívčím gymnáziu Elišky Krásnohorské v Praze. Po maturitě se proto rozhodla studovat biologii a zoologii na Přírodovědecké (tehdy Biologické) fakultě Univerzity Karlovy (1952–1957). Na katedře zoologie se seznámila se svým budoucím manželem Václavem Skuhravým, který byl odborným asistentem u profesora Julia Komárka. V roce 1955 se za Skuhravého provdala a měli spolu dvě děti. V roce 1957 obhájila diplomovou práci a po absolvování univerzity nastoupila do Encyklopedického ústavu Československé akademie věd. V roce 1969 obhájila kandidátskou práci o bejlomorkách. V Encyklopedickém ústavu pracovala do roku 1998, kdy odešla do důchodu, a podílela se na přípravě a autorském zpracování čtyřdílného Příručního slovníku naučného, šestidílné Malé československé encyklopedie, Československého biografického slovníku a Geofrafického místopisného slovníku.
Při zaměstnání se dlouhodobě o víkendech a dovolených věnovala spolu s manželem studiu dvoukřídlého hmyzu z čeledi bejlomorkovití (Cecidomyiidae). V letech 1955 až 1982 spolu prováděli rozsáhlý výzkum bejlomorkovitých v Československu. Na 670 prozkoumaných lokalitách na českém území zjistili výskyt 500 druhů bejlomorek a dalších 350 druhů objevili ve 336 lokalitách na Slovensku. Výsledky uveřejnili v mnoha dílčích a dvou souborných publikacích (Skuhravá 1991, 1994). Později svůj výzkum rozšířili do dalších evropských států – Maďarska, Bulharska, Rakouska, Itálie, Francie, Německa, Norska, Dánska, Řecka a Švýcarska. Sbírat hálky obsahující bejlomorky se vydali také do Ruska na Sibiř a do Turecka. Za 62 let společně stráveného života prozkoumali manželé Skuhraví výskyt a rozšíření bejlomorek v 31 zemích v Evropě, na Sibiři, na 14 ostrovech ve Středozemním moři a dokonce na Faerských ostrovech. Výzkum v České republice a na Slovensku a na ostrovech Středomoří si financovali z vlastních zdrojů. Finanční podporu pro výzkumy na území bývalé Jugoslávie, Řecka, Bulharska a Rumunska poskytl Entomologický ústav Československé akademie věd a na území Rakouska Rakouská akademie věd. Přírodovědná muzea v Kodani, Bolzanu a Ženevě podpořila výzkumy v Dánsku, jižních Tyrolích a ve Švýcarsku. Výzkum v Lichtenštejnsku a následnou publikaci sponzoroval kníže Hans Adam II. Cestu na Faerské ostrovy manželům financovaly jejich děti.
Marcela Skuhravá měla na starosti veškerou dokumentaci prací v terénu, každodenní záznamy navštívených lokalit, popis úspěšných nálezů, tvorbu herbářů rostlin a hálek a konzervaci hálek. Vyřizovala také korespondenci s domácími i zahraničními autory. Výsledky svého výzkumu publikovali manželé Skuhraví společně s kolegy z jednotlivých zemí v několika monografiích o bejlomorkách příslušných států Bulharsko (1991), Francie (2005), Španělsko a Portugalsko (2006), Dánsko (2006), Polsko (2008), Rakousko (2009) a Německo (2014). Za rakouskou monografii získali od Společnosti pro přírodní vědy v Jeně Cenu za entomofaunistiku střední Evropy. Celoživotním dílem obou manželů se stala rozsáhlá publikace Gall Midges of Europe (2022), která podává přehled všech druhů bejlomorek v Evropě a popisuje místa jejich nálezů. Připraveny do tisku jsou další publikace o bejlomorkách v Rusku, na Ukrajině a ve Švédsku.
Marcela Skuhravá patří ke světovým odborníkům specializujícím se na čeleď bejlomorkovití. Je autorkou a spoluautorkou více než 400 vědeckých publikací. Popsala 31 nových druhů bejlomorek a několik nových rodů. Její práce je v odborných kruzích široce uznávána a citována. Je autorkou souborných publikací o čeledi bejlomorkovitých Catalogue of Palaearctic Diptera (1986) a Manual of Palaearctic Diptera (1997, 2000) a s manželem vydali mnoho českých i cizojazyčných knih. Vybudovala také rozsáhlou sbírku čítající 10 000 mikroskopických preparátů larev, kukel a dospělých jedinců bejlomorek a ve své herbářové sbírce rostlin s hálkami má 4 500 exponátů z Česka, Slovenska a celé Evropy. Je čestnou členkou České zoologické společnosti a členkou České společnosti entomologické, Cecidological Society of India a British Plant Gall Society.